# Axel Encinas
Axel Alejandro Encinas (Don Torcuato, Argentina; 24 de mayo de 2004) es un futbolista argentino que juega como mediocampista y su actual equipo es Unión La Calera de la Primera División de Chile.

## Trayectoria
Del barrio de San Jorge de Don Torcuato, misma área de donde es oriundo Juan Román Riquelme. Jugó en el Club San Calal en Sourdeaux, cerca de Don Torcuato, para luego unirse a las divisiones inferiores de River Plate, donde jugó como extremo y delantero, antes de establecerse en el puesto de creador. Impresionó lo suficiente como para comenzar a entrenar con el primer equipo riverplatense desde su adolescencia, donde recibió consejos y entrenamiento del director técnico Marcelo Gallardo. Tiene fama de poseer un buen control de balón.
En junio de 2020 firmó su primer contrato con River Plate por tres años. En enero de 2023 firmó un nuevo contrato con el equipo millonario, manteniéndolo en el club hasta fines de 2025. En el equipo reserva riverplatense jugó 73 partidos, marcando 3 goles y repartiendo cinco asistencias.
En enero de 2024, rescindió su contrato con River Plate. Durante el mismo mes, fue presentado como nuevo jugador de Unión La Calera de la Primera División de Chile.

## Selección nacional
Fue nominado por Javier Mascherano para formar parte de la Selección sub-20 Argentina para el Sudamericano 2023 celebrado en Colombia entre enero y febrero de 2023.

#### Participaciones en Sudamericanos
| Competencia                 | Sede     | Resultado    | PJ | Goles | Asistencias |
| --------------------------- | -------- | ------------ | -- | ----- | ----------- |
| Sudamericano Sub-20 de 2023 | Colombia | Primera fase | 3  | 0     | 0           |

## Clubes
- Actualizado hasta el 17 de agosto de 2025.

| Club                    | Div.                | Temporada           | Liga  | Liga  | Copas nacionales | Copas nacionales | Torneos internacionales | Torneos internacionales | Total | Total |
| Club                    | Div.                | Temporada           | Part. | Goles | Part.            | Goles            | Part.                   | Goles                   | Part. | Goles |
| ----------------------- | ------------------- | ------------------- | ----- | ----- | ---------------- | ---------------- | ----------------------- | ----------------------- | ----- | ----- |
| Unión La Calera · Chile | 1.ª                 | 2024                | 15    | 0     | 0                | 0                | 5                       | 0                       | 20    | 0     |
| Unión La Calera · Chile | 1.ª                 | 2025                | 9     | 0     | 4                | 0                | 0                       | 0                       | 13    | 0     |
| Unión La Calera · Chile | Total club          | Total club          | 24    | 0     | 4                | 0                | 5                       | 0                       | 33    | 0     |
| Total en su carrera     | Total en su carrera | Total en su carrera | 24    | 0     | 4                | 0                | 5                       | 0                       | 33    | 0     |
| 1. 2. 3.                |                     |                     |       |       |                  |                  |                         |                         |       |       |